# Salih Muslim
Salih Muslim Muhammad (Kobani, 1951) és un polític kurd, copresident del Partit de la Unió Democràtica entre 2010 i 2017, un partit sirià afiliat al Partit dels Treballadors del Kurdistan i el membre més poderós de l'oposició kurda en la Guerra civil siriana. És també el coordinador de diputats del Comitè Nacional de Coordinació pel Canvi Democràtic.
Muhammad es va començar a implicar en el moviment kurd durant la dècada dels 70 del segle xx quan estava estudiant enginyeria a la Universitat Tecnològica d'Istanbul i sota la influència de la lluita de Mustafa Barzani contra el govern de l'Iraq, el fracàs del qual el va esperonar a una actitud més activa. En acabar la universitat va treballar com a enginyer a l'Aràbia Saudita abans del seu retorn a Síria durant la dècada dels anys 90.
L'any 1998 es va afiliar al Partit Democràtic del Kurdistan de Síria, la branca siriana del Partit Democràtic del Kurdistan. L'any 2003 el deixaria, desil·lusionat pel fracàs del partit en assolir els seus objectius, i s'uniria a la nova formació Partit de la Unió Democràtica (PYD) convertint-se en membre del seu Consell Executiu. L'any 2010 seria escollit cap del partit. Aquell mateix any, després que ell i la seva esposa fossin empresonats a Síria, fugiria a un camp de la Unió Patriòtica del Kurdistan (PUK) a l'Iraq. Tanmateix, en iniciar-se la revolta contra Baixar al-Àssad retornaria a Qamishli al març de 2011.
Durant una entrevista amb la periodista de la BBC News Orla Guerin l'agost de 2012, Muhammad negà "enllaços operacionals" amb el PKK. També afegí que havia estat entrant i sortint de la presó anualment des de 2003 sota el govern de Baixar al-Àssad.
El 24 de febrer de 2018 Muslim va ser detingut a República Txeca quan es trobava a la capital, Praga, representant al TEV-DEM kurd. La detenció va ser anunciada pel govern turc. El govern de Turquia havia demanava la seva detenció des de gener de 2018.